# Pseudocercospora jatrophae
Pseudocercospora jatrophae är en svampart som först beskrevs av George Francis Atkinson, och fick sitt nu gällande namn av A.K. Das & Chattopadh. 1990. Pseudocercospora jatrophae ingår i släktet Pseudocercospora och familjen Mycosphaerellaceae.   Inga underarter finns listade i Catalogue of Life.